# 2021年波士頓線上影評人協會獎
第10屆波士頓在線影評人協會獎（英語：The 10th Boston Online Film Critics Association Awards）旨在表揚2021年優秀的電影作品，於2021年12月11日宣布得獎名單。

## 得獎名單

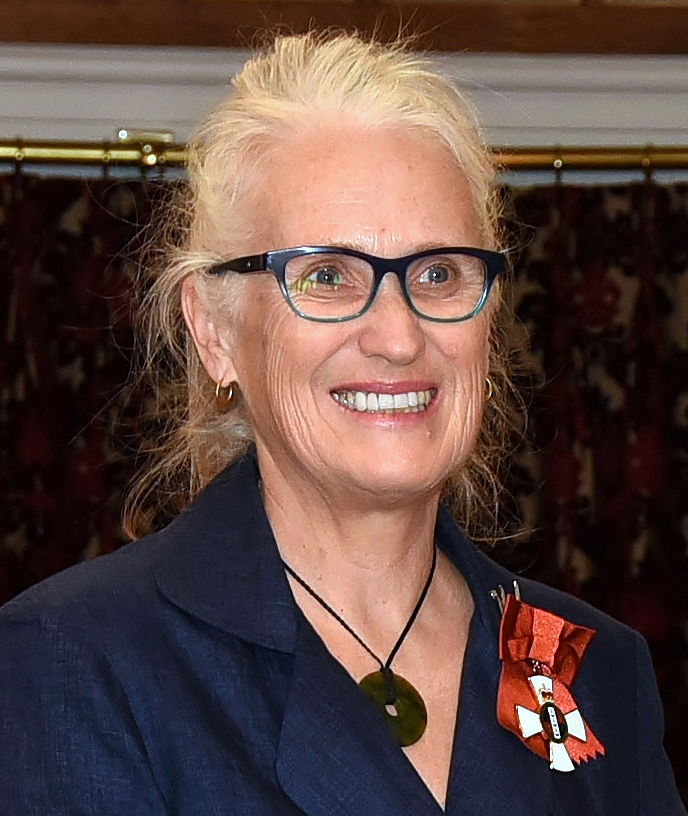
最佳導演、劇本：珍·康萍

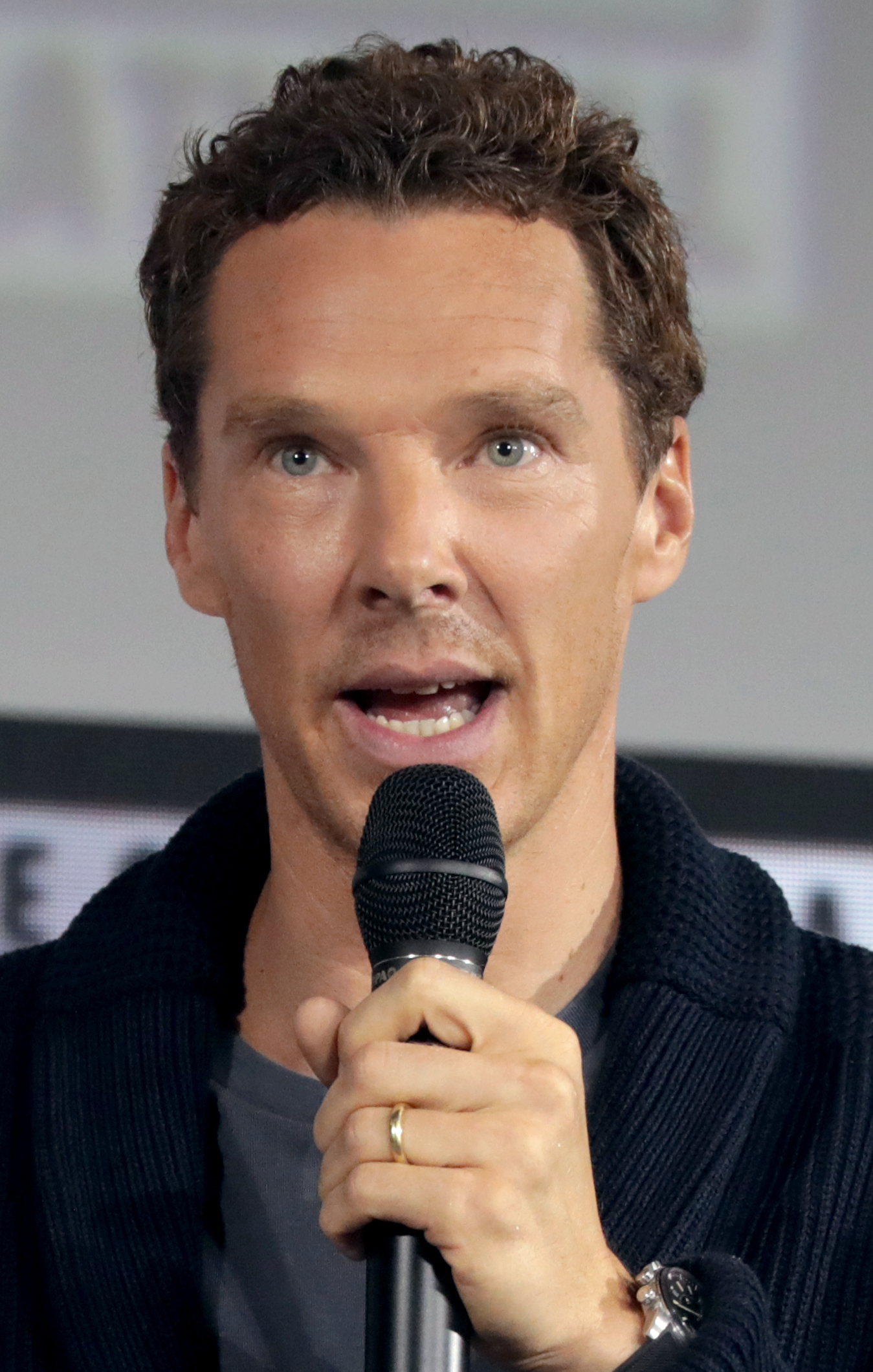
最佳男主角：班奈狄克·康柏拜區

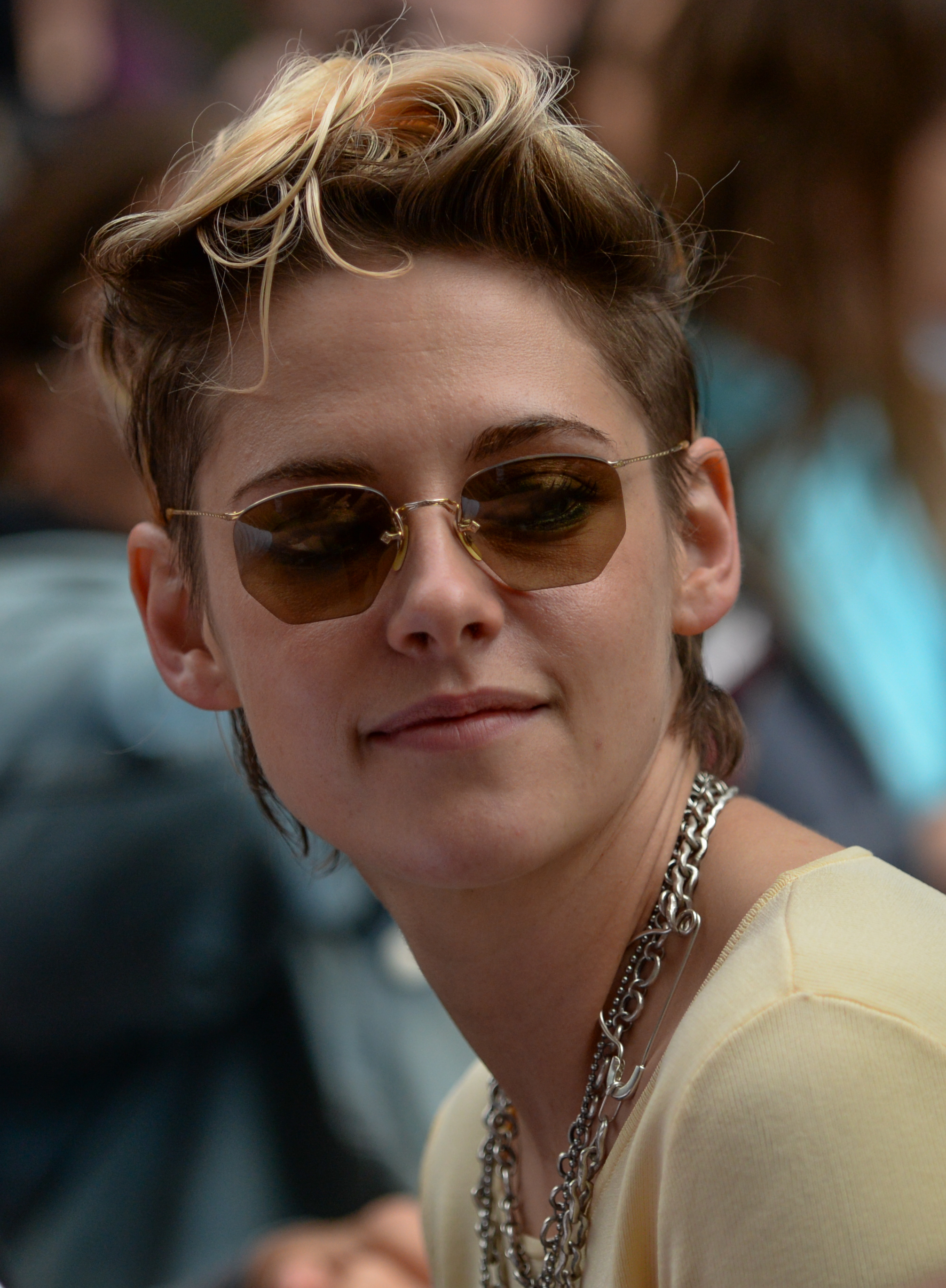
最佳女主角：克莉絲汀·史都華

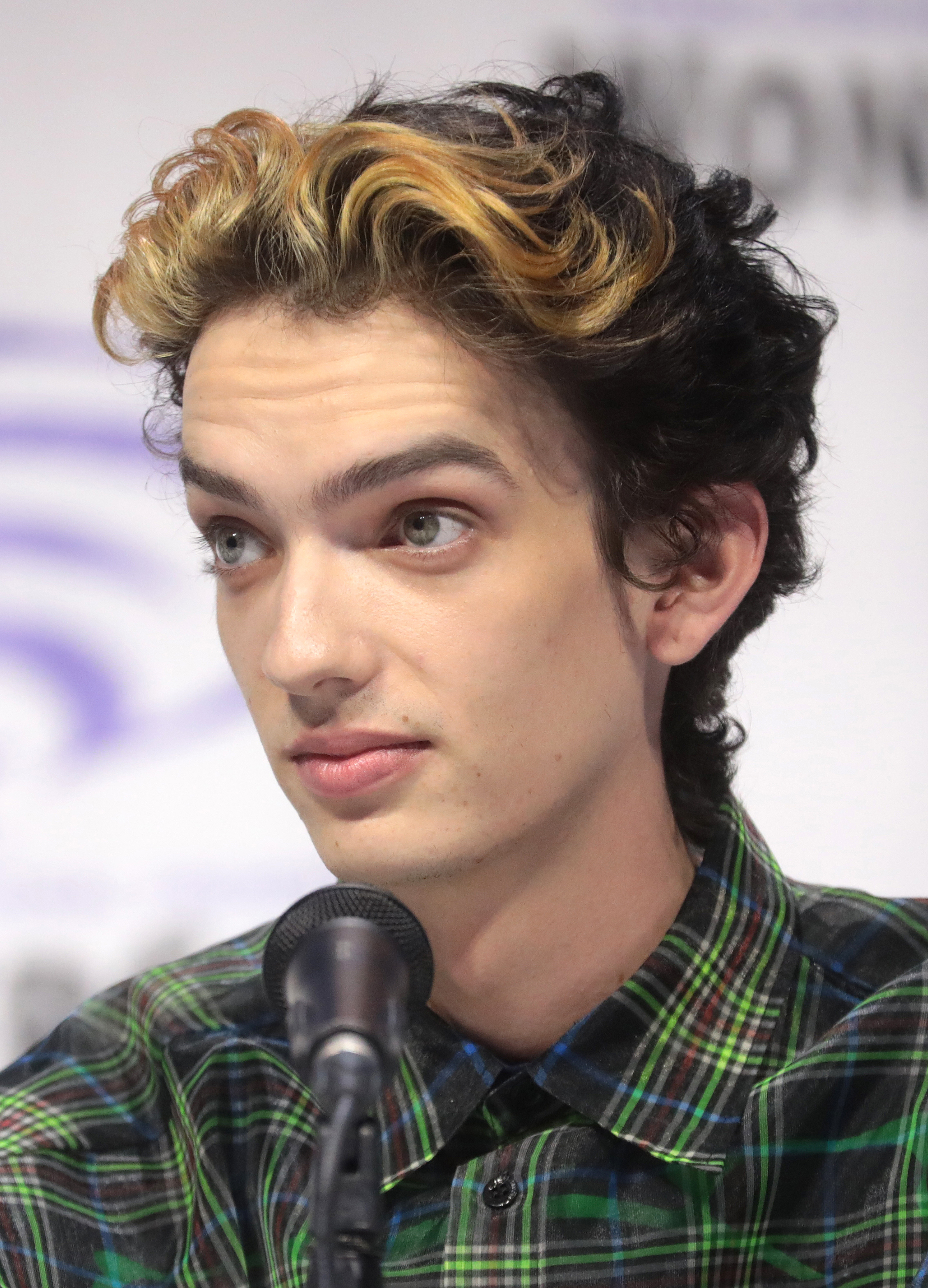
最佳男配角：寇帝·史密-麥菲

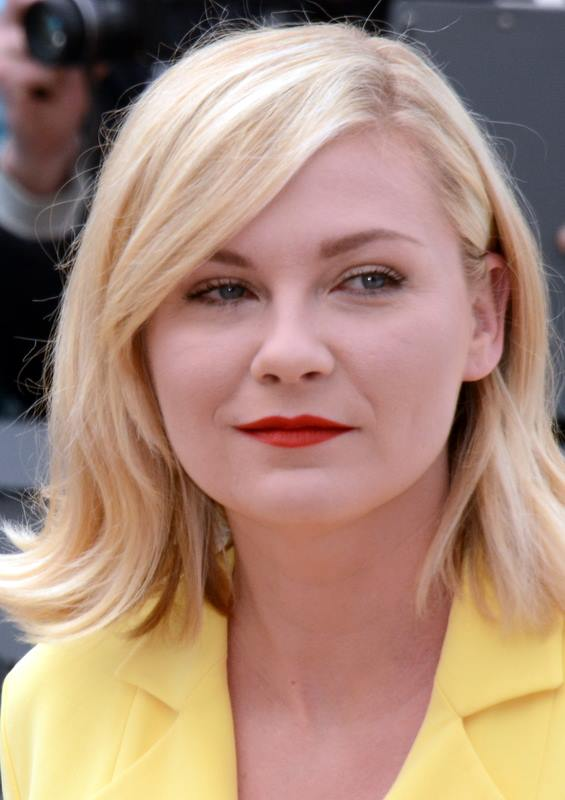
最佳女配角：克絲汀·鄧斯特

- 最佳影片

《犬山記》
- 最佳導演

《犬山記》珍·康萍
- 最佳男主角

《犬山記》班奈狄克·康柏拜區
- 最佳女主角

《史賓賽》克莉絲汀·史都華
- 最佳男配角

《犬山記》寇帝·史密-麥菲
- 最佳女配角

《犬山記》克絲汀·鄧斯特
- 最佳劇本

《犬山記》珍·康萍
- 最佳整體演出

《甘草比萨》
- 最佳配樂

《沙丘》漢斯·季默
- 最佳攝影

《犬山記》阿黎·韋格納
- 最佳剪輯

《沙丘》喬·沃克
- 最佳紀錄片

《漂浪人生》
- 最佳國際電影

《世界上最糟糕的人》
- 最佳動畫片

《米家大戰機器人》
- 年度十大電影

1. 《犬山記》
2. 《甘草比萨》
3. 《綠騎士》
4. 《驾驶我的车》
5. 《豬殺令》
6. 《沙丘》
7. 《鈦》
8. 《世界上最糟糕的人》
9. 《史賓賽》
10. 《漂浪人生》

## 外部連結
- 官方网站（英文）